# 서우순
서우순(徐虞淳, 1849년 1월 15일 ~ 1915년 4월 26일)은 충청도 청주 대주리의 동학 거두이다. 일명 서택순이라고 부르며 자는 석여(錫汝), 도호는 영암(泳巖)이다. 동학의 접주, 수교, 교장을 역임하였다.
1880년대에 충청도 청주 산외면 대주리는 동학 마을로 변했는데, 이때 동학을 받아들인 중심인물이 손천민과 서우순이다. 1885년 해월 최시형이 남긴 천주직포설은 서우순(서택순)의 집에서 이루어진 법설이다. 이 법설은 천도교의 주요 교리중 하나인 <사인여천>과 <대인접물>에 대해 이야기한 것으로 평가받고 있다.
1890년 서우순의 주선으로 해월은 청주 금성동으로 옮겼었다. 1894년 9월 28일 청주성 전투에 참여하였다가 패배한 후 체포되었다.